# Francisco José de Medeiros

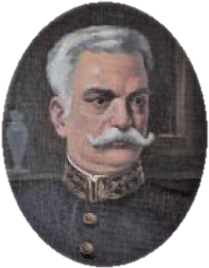
Francisco José de Medeiros.

Francisco José de Medeiros (Valpaços, 30 de Abril de 1845 — Sabrosa, 6 de Maio de 1912) foi um magistrado judicial e político que, entre outras funções de relevo, foi deputado, par do reino e Ministro dos Negócios Eclesiásticos e da Justiça.

## Biografia
Francisco José de Medeiros nasceu em Valpaços, filho de Manuel Joaquim de Medeiros e de sua esposa Angélica Teresa Sonim, originário de uma família presente em Valpaços desde pelo menos os finais do século XVIII. Depois de concluído o curso de Direito na Universidade de Coimbra, em 1868, ingressou na magistratura, sendo nomeado delegado do Procurador Régio na ilha Graciosa (Açores) no ano de 1871. Desempenhou também funções de delegado do Procurador Régio nas comarcas de Fafe, Mirandela e Chaves (1876).
Em 1886 foi promovido a juiz de Direito de primeira instância de 2.ª classe, estando em 1889 colocado na comarca de Cantanhede. Após ser promovido a juiz de Direito de 1.ª classe foi sucessivamente colocado nas comarcas de Arouca, Cinfães e em várias varas da comarca do Porto (1895) e de Lisboa.
Foi nomeado juiz do Tribunal da Relação dos Açores em 1901, ascendendo assim à magistratura de segunda instância. Foi transferido para o Tribunal da Relação do Porto em 1904, mas transitou nesse mesmo ano para o Tribunal da Relação de Lisboa.
Foi nomeado vice-presidente do Tribunal da Relação de Lisboa a 13 de Setembro de 1910, sendo elevado a presidente por Decreto de 25 de Outubro de 1910, imediatamente após a implantação da República Portuguesa, tomando posse do lugar a 26 de Outubro do mesmo ano. Terminou a sua carreira como juiz conselheiro do Supremo Tribunal de Justiça, para onde foi nomeado em 1912. Nesse ano, foi escolhido para presidente daquele Tribunal.
Paralelamente, manteve intensa actividade política, tendo em 1879 sido eleito deputado às Cortes, nas quais prestou juramento em 14 de Janeiro de 1880. No decurso dessa legislatura coube-lhe defender a proposta da Lei da Responsabilidade Ministerial, apresentada ao parlamento pelo Ministro dos Negócios Eclesiásticos e da Justiça Adriano Machado.
Em 1887 voltou a ser eleito para a Câmara dos Deputados, tendo nessa legislatura assumido o cargo de primeiro secretário da Mesa. A partir desse ano e até ao final da Monarquia Constitucional Portuguesa voltou a ser eleito, por diversas vezes, como deputado pelo círculo eleitoral de Valpaços. Ao todo foi eleito deputado em sete legislaturas, entre 1879 e 1904, revelando-se um parlamentar activo, que integrou doze comissões na Câmara dos Deputados.
Por carta régia de 4 de Abril de 1906 foi nomeado de par do reino, tomando posse na Câmara dos Pares em 12 de Abril desse mesmo ano. Na Câmara Alta manteve-se um parlamentar activo, integrando três comissões.
Em 1909 foi nomeado Ministro dos Assuntos Eclesiásticos e da Justiça do 59.º governo da Monarquia Constitucional, um ministério presidido por Venceslau de Lima, exercendo essas funções entre 14 de maio de 1909, data de nomeação do governo, e 26 de outubro de 1909, data em que se demitiu em colisão com o presidente do ministério. Nesse curto período apresentou ao parlamento um conjunto de propostas de lei de carácter reformista, versando matérias como a responsabilidade ministerial, o processo penal, a organização judiciária, a constituição dos júris em matéria criminal, a liberdade de imprensa e a reorganização das casas de correcção para menores.
A sua linha marcadamente laicizante criou conflitos com a Igreja Católica e com as restantes forças políticas, tendo o seu mandato ministerial cessado prematuramente quando se viu obrigado a demitir-se face à falta de solidariedade do gabinete ministerial num conflito que o opôs a D. Sebastião Leite de Vasconcelos, o bispo de Beja. Nesse conflito, centrado nos poderes disciplinares do prelado sobre os professores do Seminário Diocesano de Beja, o rei e o Presidente do Conselho colocaram se ao lado do bispo.
Aderiu à República após o 5 de Outubro. 
Jurista reputado, escreveu alguns opúsculos e deixou colaboração dispersa na imprensa e em periódicos jurídicos.
A toponímia de Valpaços recorda-o numa das suas ruas, a Rua Dr. Francisco José de Medeiros.

## Obras publicadas
- Estudo jurídico acerca do Projecto do Código do Processo Criminal do Sr. Conselheiro José da Cunha Navarro de Paiva, Coimbra, 1877;
- Sentenças (Direito e Processo Civil), 1904, com segunda edição em 1905.